# Finlandia na Letnich Igrzyskach Olimpijskich 1912

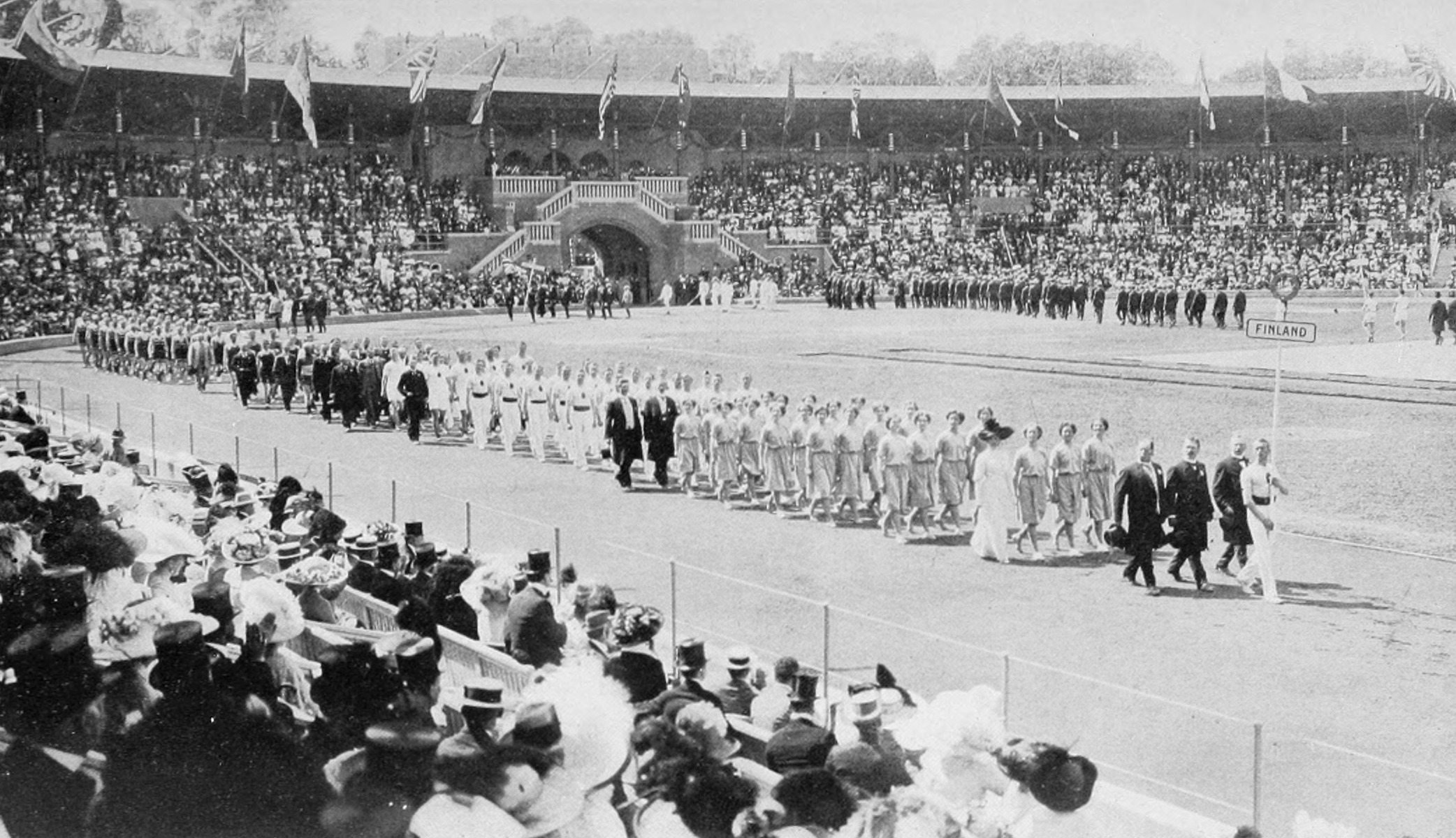
Reprezentacja Finlandii podczas ceremonii otwarcia.

Finlandię na Letnich Igrzyskach Olimpijskich 1912 reprezentowało 164 zawodników, 162 mężczyzn i 2 kobiety.

## Zdobyte medale
| Medal  | Zawodnik | Dyscyplina    | Konkurencja                                                     | Rezultat     |
| ------ | --- | ------------- | --------------------------------------------------------------- | ------------ |
| Złoto  | Hannes Kolehmainen | Lekkoatletyka | Bieg na 5 000 m mężczyzn                                        | 14:36,6      |
| Złoto  | Hannes Kolehmainen | Lekkoatletyka | Bieg na 10 000 m mężczyzn                                       | 31:20,8      |
| Złoto  | Hannes Kolehmainen | Lekkoatletyka | Bieg przełajowy mężczyzn                                        | 45:11,6      |
| Złoto  | Armas Taipale | Lekkoatletyka | Rzut dyskiem mężczyzn                                           | 45,21 m      |
| Złoto  | Armas Taipale | Lekkoatletyka | Rzut dyskiem oburącz mężczyzn                                   | 82,86 m      |
| Złoto  | Juho Saaristo | Lekkoatletyka | Rzut oszczepem oburącz mężczyzn                                 | 109,42 m     |
| Złoto  | Kaarlo Koskelo | Zapasy        | Waga piórkowa w stylu klasycznym mężczyzn                       | [ 5 ] [ 6 ]  |
| Złoto  | Emil Väre | Zapasy        | Waga lekka w stylu klasycznym mężczyzn                          | [ 5 ] [ 6 ]  |
| Złoto  | Yrjö Saarela | Zapasy        | Waga ciężka w stylu klasycznym mężczyzn                         | [ 5 ] [ 7 ]  |
| Srebro | Kaarlo Ekholm Eino Forsström Eero Hyvärinen Mikko Hyvärinen Tauno Ilmoniemi Ilmari Keinänen Jalmari Kivenheimo Karl Lund Aarne Pelkonen Ilmari Pernaja Arvid Rydman Eino Saastamoinen Aarne Salovaara Heikki Sammallahti Hannes Sirola Klaus Suomela Lauri Tanner Väinö Tiiri Kaarlo Vähämäki Kaarlo Vasama | Gimnastyka    | Ćwiczenia wolne drużynowo mężczyzn                              | 109,25 pkt   |
| Srebro | Harry Wahl Waldemar Björkstén Jacob Björnström Bror Brenner Allan Franck Erik Lindh Aarne Pekkalainen | Żeglarstwo    | Klasa 10 metrów                                                 | 4 pkt        |
| Srebro | Hannes Kolehmainen Jalmari Eskola Albin Stenroos | Lekkoatletyka | Drużynowy bieg przełajowy mężczyzn                              | 11 pkt       |
| Srebro | Elmer Niklander | Lekkoatletyka | Rzut dyskiem oburącz mężczyzn                                   | 77,96 m      |
| Srebro | Juho Saaristo | Lekkoatletyka | Rzut oszczepem mężczyzn                                         | 58,66 pkt    |
| Srebro | Väinö Siikaniemi | Lekkoatletyka | Rzut oszczepem oburącz mężczyzn                                 | 101,13 m     |
| Srebro | Ivar Böhling | Zapasy        | Waga półciężka w stylu klasycznym mężczyzn                      | [ 5 ] [ 11 ] |
| Srebro | Johan Olin | Zapasy        | Waga ciężka w stylu klasycznym mężczyzn                         | [ 5 ] [ 7 ]  |
| Brąz   | Bertil Tallberg Arthur Ahnger Erik Lindh Gunnar Tallberg Georg Westling | Żeglarstwo    | Klasa 8 metrów mężczyzn                                         | 4 pkt        |
| Brąz   | Ernst Krogius Max Alfthan Erik Hartvall Jarl Hulldén Sigurd Juslén Axel Krogius Eino Sandelin John Silén Nieznany | Żeglarstwo    | Klasa 12 metrów mężczyzn                                        | 2 pkt        |
| Brąz   | Nestori Toivonen | Strzelectwo   | Runda pojedyncza 100 m - do sylwetki jelenia mężczyzn           | 41 pkt       |
| Brąz   | Nestori Toivonen Iivo Väänänen Axel Londen Ernst Rosenqvist | Strzelectwo   | Runda pojedyncza 100 m - do sylwetki jelenia drużynowo mężczyzn | 123 pkt      |
| Brąz   | Albin Stenroos | Lekkoatletyka | Bieg na 10 000 m mężczyzn                                       | 32:21,8      |
| Brąz   | Elmer Niklander | Lekkoatletyka | Pchnięcie kulą oburącz mężczyzn                                 | 27,14 m      |
| Brąz   | Urho Peltonen | Lekkoatletyka | Rzut oszczepem oburącz mężczyzn                                 | 100,24 m     |
| Brąz   | Otto Lasanen | Zapasy        | Waga piórkowa w stylu klasycznym mężczyzn                       | [ 5 ] [ 6 ]  |
| Brąz   | Alfred Asikainen | Zapasy        | Waga średnia w stylu klasycznym mężczyzn                        | [ 5 ] [ 11 ] |

## Skład kadry

### Gimnastyka
| Zawodnik | Konkurencja                          | Finał                    | Finał                    |
| Zawodnik | Konkurencja                          | Wynik                    | Miejsce                  |
| --- | ------------------------------------ | ------------------------ | ------------------------ |
| Anders Tamminen | wielobój indywidualnie               | 90,50                    | 37.                      |
| Kaarle Ekholm | wielobój indywidualnie               | Nie ukończył konkurencji | Nie ukończył konkurencji |
| Kaarle Jansson | wielobój indywidualnie               | 103,00                   | 31.                      |
| Villiam Nieminen | wielobój indywidualnie               | 105,75                   | 27.                      |
| Yrjö Vuolio | wielobój indywidualnie               | Nie ukończył konkurencji | Nie ukończył konkurencji |
| Kaarle Ekholm, Eino Forsström, Eero Hyvärinen, Mikko Hyvärinen, Tauno Ilmoniemi, Ilmari Keinänen, Jalmari Kivenheimo, Karl Lund, Aarne Pelkonen, Ilmari Pernaja, Arvid Rydman, Eino Saastamoinen, Aarne Salovaara, Heikki Sammallahti, Hannes Sirola, Klaus Suomela, Lauri Tanner, Väinö Tiiri, Kaarlo Vähämäki, Kaarlo Vasama | wielobój drużynowo w systemie wolnym | 109,25                   | srebro                   |

### Kolarstwo

#### Kolarstwo szosowe
| Zawodnik                                                | Konkurencja                    | Czas                 | Pozycja              |
| ------------------------------------------------------- | ------------------------------ | -------------------- | -------------------- |
| Antti Raita                                             | jazda indywidualna na czas (m) | 11:02:20,3           | 6.                   |
| Vilho Tilkanen                                          | jazda indywidualna na czas (m) | 11:28:38,5           | 21.                  |
| Johan Kankkonen                                         | jazda indywidualna na czas (m) | 11:41:35,5           | 34.                  |
| Hjalmar Väre                                            | jazda indywidualna na czas (m) | 12:21:29,2           | 66.                  |
| Juho Jaakonaho                                          | jazda indywidualna na czas (m) | Nie ukończył wyścigu | Nie ukończył wyścigu |
| Antti Raita Vilho Tilkanen Johan Kankkonen Hjalmar Väre | jazda drużynowa na czas (m)    | 46:34:03,5           | 5.                   |

### Lekkoatletyka
Konkurencje biegowe
| Konkurencja               | Zawodnik                                                                      | Eliminacje         | Eliminacje         | Półfinał      | Półfinał      | Finał                    | Finał                    |
| Konkurencja               | Zawodnik                                                                      | Wynik              | Miejsce            | Wynik         | Miejsce       | Wynik                    | Miejsce                  |
| ------------------------- | ----------------------------------------------------------------------------- | ------------------ | ------------------ | ------------- | ------------- | ------------------------ | ------------------------ |
| 800 m                     | Lauri Pihkala                                                                 | Nie ukończył biegu | Nie ukończył biegu | Nie awansował | Nie awansował | Nie awansował            | Nie awansował            |
| 1500 m                    | Matti Harju                                                                   | b.d                | 3.                 |               |               | Nie awansował            | Nie awansował            |
| 5000 m                    | Aarne Lindholm                                                                | Nie ukończył biegu | Nie ukończył biegu |               |               | Nie awansował            | Nie awansował            |
| 5000 m                    | Hannes Kolehmainen                                                            | 15:38,9            | 1.                 |               |               | 14:36,6                  | złoto                    |
| 5000 m                    | Viljam Johansson                                                              | 15:31,4            | 3.                 |               |               | Nie stanął na starcie    | Nie stanął na starcie    |
| 10 000 m                  | Hannes Kolehmainen                                                            | 33:49,0            | 1.                 |               |               | 30:21,8                  | złoto                    |
| 10 000 m                  | Albin Stenroos                                                                | 33:28,4            | 4.                 |               |               | 32:21,8                  | brąz                     |
| 10 000 m                  | Tatu Kolehmainen                                                              | 32:47,8            | 1.                 |               |               | Nie ukończył biegu       | Nie ukończył biegu       |
| maraton                   | Tatu Kolehmainen                                                              |                    |                    |               |               | Nie ukończył biegu       | Nie ukończył biegu       |
| maraton                   | Aarne Kallberg                                                                |                    |                    |               |               | Nie ukończył biegu       | Nie ukończył biegu       |
| 110 m przez płotki        | Valdemar Wickholm                                                             | 16,6               | 2.                 | 16,6          | 2.            | Nie awansował            | Nie awansował            |
| bieg przełajowy           | Hannes Kolehmainen                                                            |                    |                    |               |               | 45:11,6                  | złoto                    |
| bieg przełajowy           | Jalmari Eskola                                                                |                    |                    |               |               | 46:54,8                  | 4.                       |
| bieg przełajowy           | Albin Stenroos                                                                |                    |                    |               |               | 47:23,4                  | 6.                       |
| bieg przełajowy           | Ville Kyrönen                                                                 |                    |                    |               |               | 47:32,0                  | 7.                       |
| bieg przełajowy           | Viljam Johansson                                                              |                    |                    |               |               | 48:03,0                  | 11.                      |
| bieg przełajowy           | Väinö Heikkilä                                                                |                    |                    |               |               | 54:08,0                  | 25.                      |
| bieg przełajowy           | Matti Harju                                                                   |                    |                    |               |               | Nie ukończył konkurencji | Nie ukończył konkurencji |
| bieg przełajowy           | Aarne Lindholm                                                                |                    |                    |               |               | Nie ukończył konkurencji | Nie ukończył konkurencji |
| bieg 3000 m drużynowo     | Hannes Kolehmainen Albin Stenroos Viljam Johansson Aarne Lindholm Matti Harju | 9                  | 1.                 |               |               | Nie awansowali           | Nie awansowali           |
| bieg przełajowy drużynowo | Hannes Kolehmainen Jalmari Eskola Albin Stenroos                              |                    |                    |               |               | 11                       | srebro                   |

Konkurencje techniczne
| Zawodnik         | Konkurencja                   | Finał  | Finał   |
| Zawodnik         | Konkurencja                   | Wynik  | Miejsce |
| ---------------- | ----------------------------- | ------ | ------- |
| Emil Kukko       | skok w dal                    | 6,11   | 24.     |
| Johan Halme      | trójskok                      | 13,79  | 11.     |
| Arvo Laine       | skok wzwyż                    | 1,75   | 13.     |
| Elmer Niklander  | pchnięcie kulą                | 13,65  | 4.      |
| Paavo Aho        | pchnięcie kulą                | 12,40  | 10.     |
| Elmer Niklander  | pchnięcie kulą oburącz        | 27,14  | brąz    |
| Paavo Aho        | pchnięcie kulą oburącz        | 23,30  | 6.      |
| Armas Taipale    | rzut dyskiem                  | 45,21  | złoto   |
| Elmer Niklander  | rzut dyskiem                  | 42,09  | 4.      |
| Verner Järvinen  | rzut dyskiem                  | 38,60  | 15.     |
| Armas Taipale    | rzut dyskiem oburącz          | 82,86  | złoto   |
| Elmer Niklander  | rzut dyskiem oburącz          | 77,96  | srebro  |
| Venne Järvinen   | rzut dyskiem oburącz          | 66,69  | 12.     |
| Juho Saaristo    | rzut oszczepem                | 58,66  | srebro  |
| Johan Halme      | rzut oszczepem                | 54,68  | 4.      |
| Väinö Siikaniemi | rzut oszczepem                | 52,43  | 5.      |
| Jonni Myyrä      | rzut oszczepem                | 51,33  | 8.      |
| Urho Peltonen    | rzut oszczepem                | 49,20  | 9.      |
| Emil Kukko       | rzut oszczepem                | 44,66  | 18.     |
| Juho Saaristo    | rzut oszczepem w stylu wolnym | 109,42 | złoto   |
| Väinö Siikaniemi | rzut oszczepem w stylu wolnym | 101,13 | srebro  |
| Urho Peltonen    | rzut oszczepem w stylu wolnym | 100,24 | brąz    |
| Juho Halme       | rzut oszczepem w stylu wolnym | 88,54  | 9.      |

| Zawodnik        | Konkurencje   | Konkurencje                | Wyniki                | Punkty                | Miejsce               |
| --------------- | ------------- | -------------------------- | --------------------- | --------------------- | --------------------- |
| Emil Kukko      | pięciobój     | skok w dal                 | 6,19                  | 17                    | 17.                   |
| Emil Kukko      | pięciobój     | rzut oszczepem             | 44,43                 | 6                     | 6.                    |
| Emil Kukko      | pięciobój     | Bieg na 200 m              | 24,0                  | 11                    | 11.                   |
| Emil Kukko      | pięciobój     | rzut dyskiem               | 29,97                 | 10                    | 10.                   |
| Emil Kukko      | pięciobój     | Bieg na 1500 m             | nie stanął na starcie | nie stanął na starcie | nie stanął na starcie |
| Emil Kukko      | pięciobój     | Finał                      |                       | 35                    | 12.                   |
| Julius Wickholm | dziesięciobój | bieg 100 m                 | 11,5                  | 833,4                 | 8.                    |
| Julius Wickholm | dziesięciobój | skok w dal                 | 5,95                  | 625,15                | 20.                   |
| Julius Wickholm | dziesięciobój | pchnięcie kulą             | 11,09                 | 629                   | 10.                   |
| Julius Wickholm | dziesięciobój | skok wzwyż                 | 1,60                  | 580                   | 18.                   |
| Julius Wickholm | dziesięciobój | bieg 400 m                 | 52,3                  | 853,36                | 5.                    |
| Julius Wickholm | dziesięciobój | rzut dyskiem               | 29,78                 | 556,16                | 15.                   |
| Julius Wickholm | dziesięciobój | bieg na 110 m przez płotki | 17,0                  | 810,00                | 8.                    |
| Julius Wickholm | dziesięciobój | skok o tyczce              | 3,25                  | 751,6                 | 3.                    |
| Julius Wickholm | dziesięciobój | rzut oszczepem             | 42,58                 | 663,125               | 6.                    |
| Julius Wickholm | dziesięciobój | bieg na 1500 m             | 4:43,9                | 757,0                 | 4.                    |
| Julius Wickholm | dziesięciobój | Finał                      |                       | 7058,795              | 7.                    |

### Piłka nożna
Reprezentacja mężczyzn
| - August Syrjäläinen - Jalmari Holopainen - Gösta Löfgren - Knut Lund - Eino Soinio - Viljo Lietola - Lauri Tanner |  | - Bror Wiberg - Jarl Öhman - Artturi Nyyssönen - Algoth Niska - Ragnar Wickström - Kaarlo Soinio |

Reprezentacja Finlandii została sklasyfikowana na 4. miejscu.

#### Pierwsza runda
| 29 czerwca 1912 11:00 | Włochy · Franco Bontadini 10' · Enrico Sardi 25' | 2 : 3 (dog.)(2:3, 2:2, 2:2) | Finlandia · 2' Jarl Öhman · 40' Eino Soinio · 105' Bror Wiberg | Sportplats Traneberg, Traneberg Widzów: 600 Sędzia: Hugo Meisl |
|                       |                                                  |                             |                                                                |                                                                |

#### Ćwierćfinał
| 30 czerwca 1912 10:00 | Finlandia · Bror Wiberg 30' · Jarl Öhman 80' | 2 : 1(1:0) | Rosja · 72' Wasilij Butusow | Sportplats Traneberg, Traneberg Widzów: 300 Sędzia: Per Sjöblom |
|                       |                                              |            |                             |                                                                 |

#### Półfinał
| 2 lipca 1912 15:00 | Wielka Brytania · Jalmari Holopainen 2' (sam) · Harold Walden 7', 77' · Vivian Woodward 82' | 4 : 0(2:0) | Finlandia | Stadion Olimpijski, Sztokholm Widzów: 4 000 Sędzia: Ruben Gelbord |
|                    |                                                                                             |            |           |                                                                   |

#### O trzecie miejsce
| 4 lipca 1912 15:00 | Holandia · Jan van der Sluis 24', 57' · Huug de Groot 28', 86' · Jan Vos 29', 43', 46', 74', 78' | 9 : 0(4:0) | Finlandia | Idrottsplats Råsunda, Solna Widzów: 1 000 Sędzia: Per Sjöblom |
|                    |                                                                                                  |            |           |                                                               |

### Pływanie
Mężczyźni
| Konkurencja      | Zawodnik         | Eliminacje | Eliminacje | Półfinał      | Półfinał      | Finał         | Finał         |
| Konkurencja      | Zawodnik         | Czas       | Miejsce    | Czas          | Miejsce       | Czas          | Miejsce       |
| ---------------- | ---------------- | ---------- | ---------- | ------------- | ------------- | ------------- | ------------- |
| 200 m klasycznym | Lennart Lindroos | 3:16,6     | 3.         | 3:11,6        | 4.            | Nie awansował | Nie awansował |
| 200 m klasycznym | Arvo Aaltonen    | 3:13,0     | 2.         | 3:17,0        | Nie awansował | Nie awansował |               |
| 200 m klasycznym | Herman Cederberg | 3:18,6     | 3.         | Nie awansował | Nie awansował | Nie awansował | Nie awansował |
| 200 m klasycznym | Vilhelm Lindgrén | 3:21,2     | 4.         | Nie awansował | Nie awansował | Nie awansował | Nie awansował |
| 400 m klasycznym | Lennart Lindroos | 7:00,0     | 2.         | 7:00,4        | 4.            | Nie awansował | Nie awansował |
| 400 m klasycznym | Arvo Aaltonen    | 6:48,8     | 2.         | 6:56,8        | 3.            | Nie awansował | Nie awansował |
| 400 m klasycznym | Vilhelm Lindgrén | 7:12,6     | 3.         | Nie awansował | Nie awansował | Nie awansował | Nie awansował |

Kobiety
| Konkurencja    | Zawodnik    | Eliminacje | Eliminacje | Półfinał       | Półfinał       | Finał          | Finał          |
| Konkurencja    | Zawodnik    | Czas       | Miejsce    | Czas           | Miejsce        | Czas           | Miejsce        |
| -------------- | ----------- | ---------- | ---------- | -------------- | -------------- | -------------- | -------------- |
| 100 m dowolnym | Tyyne Järvi | 1:42,4     | 5.         | Nie awansowała | Nie awansowała | Nie awansowała | Nie awansowała |
| 100 m dowolnym | Regina Kari | b.d        | 6.         | Nie awansowała | Nie awansowała | Nie awansowała | Nie awansowała |

### Skoki do wody
| Konkurencja              | Zawodnik         | Eliminacje | Eliminacje | Półfinał | Półfinał | Finał         | Finał         |
| Konkurencja              | Zawodnik         | Wynik      | Pozycja    | Wynik    | Pozycja  | Wynik         | Pozycja       |
| ------------------------ | ---------------- | ---------- | ---------- | -------- | -------- | ------------- | ------------- |
| wieża 10 m               | Tauno Ilmoniemi  | 35,0       | 3.         |          |          | Nie awansował | Nie awansował |
| wieża 10 m               | Toivo Aro        | 39,4       | 2.         |          |          | 36,3          | 5.            |
| wieża 10 m               | Oskar Wetzell    | 33,8       | 2.         |          |          | Nie awansował | Nie awansował |
| wieża 10 m               | Kalle Kainuvaara | 33,2       | 3.         |          |          | Nie awansował | Nie awansował |
| wieża 10 m               | Albert Nyman     | 32,0       | 4.         |          |          | Nie awansował | Nie awansował |
| wieża 10 m               | Leo Suni         | 32,1       | 5.         |          |          | Nie awansował | Nie awansował |
| trampolina 3m            | Oskar Wetzell    | 58,70      | 7.         |          |          | Nie awansował | Nie awansował |
| skoki standard i dowolne | Toivo Aro        | 62,75      | 3.         |          |          | 57,05         | 8.            |
| skoki standard i dowolne | Kalle Kainuvaara | 48,10      | 7.         |          |          | Nie awansował | Nie awansował |
| skoki standard i dowolne | Oskar Wetzell    | 50,46      | 6.         |          |          | Nie awansował | Nie awansował |
| skoki standard i dowolne | Leo Suni         | 48,93      | 9.         |          |          | Nie awansował | Nie awansował |

### Strzelectwo
| Konkurencja                                   | Zawodnik                                                                           | Finał                    | Finał                    |
| Konkurencja                                   | Zawodnik                                                                           | Wynik                    | Pozycja                  |
| --------------------------------------------- | ---------------------------------------------------------------------------------- | ------------------------ | ------------------------ |
| karabin dowolny 3 postawy                     | Voitto Kolho                                                                       | 923                      | 13.                      |
| karabin dowolny 3 postawy                     | Gustav Nyman                                                                       | 913                      | 19.                      |
| karabin dowolny 3 postawy                     | Heikki Huttunen                                                                    | 906                      | 25.                      |
| karabin dowolny 3 postawy                     | Huvi Tuiskunen                                                                     | 875                      | 39.                      |
| karabin dowolny 3 postawy                     | Vilho Vauhkonen                                                                    | 870                      | 41.                      |
| karabin dowolny 3 postawy                     | Emil Holm                                                                          | 835                      | 49.                      |
| karabin dowolny 3 postawy                     | Lauri Kolho                                                                        | 787                      | 57.                      |
| karabin dowolny 3 postawy                     | Jalo Autonen                                                                       | 776                      | 59.                      |
| karabin dowolny 3 postawy                     | Nestori Toivonen                                                                   | Nie ukończył konkurencji | Nie ukończył konkurencji |
| karabin dowolny 3 postawy drużynowo           | Voitto Kolho Heikki Huttunen Gustav Nyman Emil Holm Huvi Tuiskunen Vilho Vauhkonen | 5323                     | 5.                       |
| runda pojedyncza - sylwetka jelenia           | Nestori Toivonen                                                                   | 41                       | brąz                     |
| runda pojedyncza - sylwetka jelenia           | Ernst Rosenqvist                                                                   | 32                       | 14.                      |
| runda pojedyncza - sylwetka jelenia           | Axel Londen                                                                        | 31                       | 15.                      |
| runda pojedyncza - sylwetka jelenia           | Huvi Tuiskunen                                                                     | 28                       | 21.                      |
| runda pojedyncza - sylwetka jelenia           | Iivo Väänänen                                                                      | 28                       | 21.                      |
| runda pojedyncza - sylwetka jelenia           | Karl Reilin                                                                        | 26                       | 26.                      |
| runda pojedyncza - sylwetka jelenia drużynowo | Nestori Toivonen Iivo Väänänen Axel Londen Ernst Rosenqvist                        | 123                      | brąz                     |
| pistolet dowolny indywidualnie                | Heikki Huttunen                                                                    | 424                      | 28.                      |
| trap indywidualnie                            | Adolf Schnitt                                                                      | 88                       | 4.                       |
| trap indywidualnie                            | Karl Fazer                                                                         | 86                       | 12.                      |
| trap indywidualnie                            | Robert Huber                                                                       | 38                       | 29.                      |
| trap indywidualnie                            | Emil Collan                                                                        | 38                       | 29.                      |
| trap indywidualnie                            | Edvard Bacher                                                                      | 13                       | 45.                      |
| trap indywidualnie                            | Emil Fabritius                                                                     | 11                       | 53.                      |
| trap drużynowo                                | Edvard Bacher Robert Huber Adolf Schnitt Emil Collan Karl Fazer Axel Londen        | 233                      | 5.                       |

### Wioślarstwo
| Konkurencja           | Zawodnik                                                                 | Runda 1 | Runda 1 | Ćwierćfinał   | Ćwierćfinał   | Półfinał       | Półfinał       | Finał          | Finał          | Pozycja        |
| Konkurencja           | Zawodnik                                                                 | Czas    | M.      | Czas          | M.            | Czas           | M.             | Czas           | M.             | Pozycja        |
| --------------------- | ------------------------------------------------------------------------ | ------- | ------- | ------------- | ------------- | -------------- | -------------- | -------------- | -------------- | -------------- |
| Jedynka               | Axel Haglund                                                             | 8:11,8  | 2.      | Nie awansował | Nie awansował | Nie awansował  | Nie awansował  | Nie awansował  | Nie awansował  | Nie awansował  |
| Czwórka ze sternikiem | Johan Nyholm Oskar Forsman Karl Lönnberg Emil Nylund Valdemar Henriksson | 7:18,2  | 1.      | 7:12,5        | 2.            | Nie awansowali | Nie awansowali | Nie awansowali | Nie awansowali | Nie awansowali |

### Zapasy
| Konkurencja                   | Zawodnik            | Runda 1                | Runda 2                | Runda 3                  | Runda 4                  | Runda 5                  | Runda 6                  | Runda 7                  | Finał                                 | Miejsce                  |
| Konkurencja                   | Zawodnik            | Przeciwnik Wynik       | Przeciwnik Wynik       | Przeciwnik Wynik         | Przeciwnik Wynik         | Przeciwnik Wynik         | Przeciwnik Wynik         | Przeciwnik Wynik         | Przeciwnik Wynik                      | Miejsce                  |
| ----------------------------- | ------------------- | ---------------------- | ---------------------- | ------------------------ | ------------------------ | ------------------------ | ------------------------ | ------------------------ | ------------------------------------- | ------------------------ |
| styl klasyczny waga piórkowa  | Hjalmar Lehmusvirta | Percy Cockings W       | Mariano Ciai W         | Mikael Hestdahl W        | Hans Rauss W             | Erik Öberg p             | Georg Gerstäcker p       | Nie awansował            | Nie awansował                         | Nie awansował            |
| styl klasyczny waga piórkowa  | Kalle Leivonen      | Mariano Ciai W         | Percy Cockings W       | Erik Öberg W             | Josef Beránek W          | Harry Larsson W          | Otto Lasanen p           | Georg Gerstäcker p       | Nie awansował                         | Nie awansował            |
| styl klasyczny waga piórkowa  | Otto Lasanen        | Arvid Beckman W        | Ewald Persson W        | Ragnvald Gullaksen W     | Harry Larsson W          | Hugo Johansson p         | Kalle Leivonen W         | Erik Öberg W             | Georg Gerstäcker p Kaarlo Koskelo P   | brąz                     |
| styl klasyczny waga piórkowa  | Karl Kangas         | Aleksandr Akondinow W  | Harry Larsson p        | József Pongrácz W        | Arvid Beckman W          | Georg Gerstäcker W       | Kaarlo Koskelo p         | Nie awansował            | Nie awansował                         | Nie awansował            |
| styl klasyczny waga piórkowa  | Risto Mustonen      | Verner Hetmar p        | Georg Gerstäcker p     | Nie awansował            | Nie awansował            | Nie awansował            | Nie awansował            | Nie awansował            | Nie awansował                         | Nie awansował            |
| styl klasyczny waga piórkowa  | Lauri Haapanen      | António Pereira W      | András Szoszky W       | Verner Hetmar W          | Georg Gerstäcker p       | wolny los                | Erik Öberg p             | Nie awansował            | Nie awansował                         | Nie awansował            |
| styl klasyczny waga piórkowa  | Kaarlo Koskelo      | Hans Rauss W           | Carl Hansen W          | Friedrich Schärer W      | Carl-Georg Andersson W   | Verner Hetmar W          | Karl Kangas W            | wolny los                | Otto Lasanen W Georg Gerstäcker W     | złoto                    |
| styl klasyczny waga lekka     | Volmar Wikström     | Eugène Lesieur W       | Richard Rydström W     | Edvin Mattiasson W       | Johan Nilsson W          | Gustaf Malmström p       | Carl Lund p              | Nie awansował            | Nie awansował                         | Nie awansował            |
| styl klasyczny waga lekka     | Paul Tirkkonen      | Josef Stejskal W       | Gustaf Malmström p     | Nie ukończył konkurencji | Nie ukończył konkurencji | Nie ukończył konkurencji | Nie ukończył konkurencji | Nie ukończył konkurencji | Nie ukończył konkurencji              | Nie ukończył konkurencji |
| styl klasyczny waga lekka     | Johan Urvikko       | Gustaf Malmström p     | Josef Stejskal W       | Dezső Orosz W            | Frederik Hansen p        | Nie aansował             | Nie aansował             | Nie aansował             | Nie aansował                          | Nie aansował             |
| styl klasyczny waga lekka     | Armas Laitinen      | Gottfrid Svensson W    | Viktor Fischer W       | Karel Halík W            | Ödön Radvány p           | Nie ukończył konkurencji | Nie ukończył konkurencji | Nie ukończył konkurencji | Nie ukończył konkurencji              | Nie ukończył konkurencji |
| styl klasyczny waga lekka     | Johan Salonen       | Jean Bouffechoux W     | Georg Baumann W        | Oskar Kaplur p           | Richard Frydenlund W     | Johan Nilsson p          | Nie awansował            | Nie awansował            | Nie awansował                         | Nie awansował            |
| styl klasyczny waga lekka     | Emil Väre           | Georg Baumann W        | Jean Bouffechoux W     | Alessandro Covre W       | Oskar Kaplur W           | Jan Balej W              | Gustaf Malmström W       | wolny los                | Edvin Mattiasson W Gustaf Malmström W | złoto                    |
| styl klasyczny waga lekka     | Tuomas Pukkila      | Alessandro Covre p     | William Hayes W        | Bruno Heckel p           | Nie awansował            | Nie awansował            | Nie awansował            | Nie awansował            | Nie awansował                         | Nie awansował            |
| styl klasyczny waga lekka     | David Kolehmainen   | Thorvald Olsen W       | Johannes Eillebrecht W | Hugo Björklund W         | Carl Lund p              | Bruno Heckel W           | Oskar Kaplur p           | Nie awansował            | Nie awansował                         | Nie awansował            |
| styl klasyczny waga lekka     | Aatami Tanttu       | Johannes Eillebrecht W | Thorvald Olsen W       | Carl Lund W              | Bruno Heckel p           | Oskar Kaplur p           | Nie awansował            | Nie awansował            | Nie awansował                         | Nie awansował            |
| styl klasyczny waga średnia   | August Jokinen      | Alfred Gundersen W     | Jānis Polis W          | Zavirre Carcereri W      | Peter Kokotowitsch W     | Edvin Fältström W        | Claes Johansson p        | Martin Klein p           | Nie awansował                         | Nie awansował            |
| styl klasyczny waga średnia   | Alfred Asikainen    | Edgar Bacon W          | Stanley Bacon W        | Joaquim Victal W         | Mauritz Andersson W      | Claes Johansson W        | Jan Sint W               | wolny los                | Martin Klein p Claes Johansson P      | brąz                     |
| styl klasyczny waga średnia   | Fridolf Lundsten    | Wiktor Melin W         | Edgar Bacon W          | Mauritz Andersson W      | Claes Johansson p        | Jan Sint p               | Nie awansował            | Nie awansował            | Nie awansował                         | Nie awansował            |
| styl klasyczny waga średnia   | Emil Westerlund     | Theodor Dahlberg W     | Axel Frank p           | Jan Sint W               | Alois Totuschek W        | Martin Klein p           | Nie awansował            | Nie awansował            | Nie awansował                         | Nie awansował            |
| styl klasyczny waga średnia   | Theodor Tirkkonen   | Noel Rhys W            | Claes Johansson p      | Frits Johansson W        | Jan Sint p               | Nie awansował            | Nie awansował            | Nie awansował            | Nie awansował                         | Nie awansował            |
| styl klasyczny waga średnia   | Mikko Holm          | Joseph Merkle p        | Anders Andersen W      | Adolf Kurz W             | Frits Johansson W        | Karl Åberg p             | Nie awansował            | Nie awansował            | Nie awansował                         | Nie awansował            |
| styl klasyczny waga średnia   | Karl Åberg          | Willi Steputat W       | Adolf Kurz W           | Joseph Merkle W          | Árpád Miskey W           | Mikko Holm W             | Martin Klein p           | Claes Johansson p        | Nie awansował                         | Nie awansował            |
| styl klasyczny waga półciężka | Ivar Böhling        | Édouard Martin W       | Karl Groß W            | Peter Öhler W            | Oreste Arpè W            | Harald Christensen W     | Fritz Lange W            |                          | Béla Varga W Anders Ahlgren R         | srebro                   |
| styl klasyczny waga półciężka | Anders Rajala       | Karl Groß W            | Otto Nagel W           | Oreste Arpè W            | Sigurjón Pétursson p     | Johannes Eriksen W       | Béla Varga p             | Nie awansował            | Nie awansował                         | Nie awansował            |
| styl klasyczny waga półciężka | Oskar Kumpu         | Oreste Arpè p          | Peter Öhler p          | Nie awansował            | Nie awansował            | Nie awansował            | Nie awansował            | Nie awansował            | Nie awansował                         | Nie awansował            |
| styl klasyczny waga półciężka | Gustaf Lind         | Sigurjón Pétursson p   | Oreste Arpè p          | Nie awansował            | Nie awansował            | Nie awansował            | Nie awansował            | Nie awansował            | Nie awansował                         | Nie awansował            |
| styl klasyczny waga półciężka | Johan Salila        | Ragnar Fogelmark W     | Sigurjón Pétursson p   | Johannes Eriksen p       | Nie awansował            | Nie awansował            | Nie awansował            | Nie awansował            | Nie awansował                         | Nie awansował            |
| styl klasyczny waga półciężka | Oskar Wiklund       | Johannes Eriksen W     | Béla Varga W           | Sigurjón Pétursson W     | Fritz Lange p            | Nie ukończył konkurencji | Nie ukończył konkurencji | Nie ukończył konkurencji | Nie ukończył konkurencji              | Nie ukończył konkurencji |
| styl klasyczny waga półciężka | Knut Lindberg       | Fritz Lange W          | Karl Ekman W           | Béla Varga p             | Ernst Nilsson W          | Anders Ahlgren p         | Nie awansował            | Nie awansował            | Nie awansował                         | Nie awansował            |
| styl klasyczny waga półciężka | Karl Lind           | Ansgar Løvold W        | Renato Gardini p       | Anders Ahlgren p         | Nie awansował            | Nie awansował            | Nie awansował            | Nie awansował            | Nie awansował                         | Nie awansował            |
| styl klasyczny waga ciężka    | Yrjö Saarela        | David Karlsson W       | Jean Hauptmanns W      | Frans Lindstrand W       | Søren Jensen W           | Johan Olin p             | Jakob Neser W            |                          | Søren Jensen W Johan Olin W           | złoto                    |
| styl klasyczny waga ciężka    | Kalle Viljamaa      | Jean Hauptmanns p      | Raoul Paoli W          | Barend Bonneveld W       | Johan Olin p             | Jakob Neser p            | Nie ukończył konkurencji | Nie ukończył konkurencji | Nie ukończył konkurencji              | Nie ukończył konkurencji |
| styl klasyczny waga ciężka    | Johan Olin          | Raoul Paoli W          | Frans Lindstrand W     | Jakob Neser W            | Kalle Viljaama p         | Yrjö Saarela W           | wolny los                |                          | Søren Jensen W Yrjö Saarela P         | srebro                   |
| styl klasyczny waga ciężka    | Emil Backenius      | Barend Bonneveld p     | Laurent Gerstmans W    | Ned Barrett W            | Gustaf Pelander W        | Søren Jensen p           | Nie awansował            | Nie awansował            | Nie awansował                         | Nie awansował            |
| styl klasyczny waga ciężka    | Adolf Lindfors      | Alrik Sandberg W       | Søren Jensen p         | wolny los                | Jakob Neser p            | nie awansował            | nie awansował            | nie awansował            | nie awansował                         | nie awansował            |
| styl klasyczny waga ciężka    | Gustaf Pelander     | Wolny los              | Alrik Sandberg W       | Søren Jensen p           | Emil Backenius p         | Nie awansował            | Nie awansował            | Nie awansował            | Nie awansował                         | Nie awansował            |

### Żeglarstwo
| Zawodnik                                                                                                 | Konkurencja     | Wyścig           | Wyścig            | Punkty | Finałowa pozycja |
| Zawodnik                                                                                                 | Konkurencja     | Wyścig I miejsce | Wyścig II miejsce | Punkty | Finałowa pozycja |
| --- | --------------- | ---------------- | ----------------- | ------ | ---------------- |
| Ernst Estlander Torsten Sandelin Gunnar Stenbäck                                                         | klasa 6 metrów  | 4.               | 6.                | 0      | 5.               |
| Bertil Tallberg Arthur Ahnger Emil Lindh Gunnar Tallberg Georg Westling                                  | klasa 8 metrów  | 5.               | 2.                | 3      | brąz             |
| Gustaf Estlander Curt Andstén Jarl Andstén Carl-Oscar Girsén Bertel Juslén                               | klasa 8 metrów  | 3.               | 3.                | 2      | 4.               |
| Harry Wahl Waldemar Björkstén Jacob Björnström Bror Brenner Allan Franck Erik Lindh Aarne Pekkalainen    | klasa 10 metrów | 2.               | 3.                | 4      | srebro           |
| Ernst Krogius Max Alfthan Erik Hartvall Jarl Hulldén Sigurd Juslén Axel Krogius Eino Sandelin John Silén | klasa 12 metrów | 3.               | 3.                | 2      | brąz             |